# Loren Leman

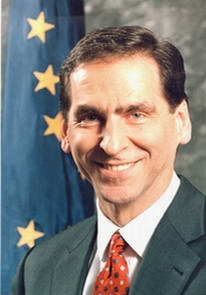

Loren Leman (2 de dezembro de 1950) é um político norte-americano. Foi o décimo vice-governador do Alasca, no período 2 de dezembro de 2002 a 4 de dezembro de 2006.